# Bakínskaya
Bakínskaya (del ruso: Баки́нская) es una stanitsa del ókrug urbano de Goriachi Kliuch del krai de Krasnodar, en las estribaciones noroccidentales del Cáucaso, en Rusia. Está situada a orillas del río Psékups, 17 km al nordeste de Goriachi Kliuch, y 39 km al sur de Krasnodar. Tenía una población en 2010 de 2 519 habitantes
Es cabeza del municipio Bakínskoye.

## Historia
Fue fundada en 1864. Fue bautizada en honor al 154º regimiento de infantería de Bakú. Hasta 1920 pertenecía al otdel de Ekaterinodar del óblast de Kubán.